# Santiago Ramos (automobilista)
Santiago Ramos Reynoso (Guadalajara, 26 de janeiro de 2004), é um automobilista mexicano que atualmente compete no Campeonato de Fórmula 3 da FIA com a equipe Van Amersfoort Racing.

## Carreira

### Campeonato de Fórmula Regional Europeia
Em 28 de fevereiro de 2022, foi anunciado que Ramos subiria para o Campeonato de Fórmula Regional Europeia com a equipe KIC Motorsport. Ramos mudou-se para a Race Performance Motorsport para a rodada final em Mugello e foi substituído por William Alatalo. Ele não conseguiu marcar pontos ao longo do ano e terminou em 27º no classificação geral.
Para 2023, Ramos permaneceu na equipe Race Performance Motorsport para sua segunda temporada na Fórmula Regional Europeia. Nesta temporada, seus resultados melhoraram significativamente, já que Ramos teve uma sequência de pontuação no início da temporada, conquistando um pódio em Hungaroring graças a uma defesa comprometida contra Michael Belov. Seus resultados pioraram na segunda metade da campanha, o que foi agravado por ele perder a penúltima rodada em Zandvoort, com Ramos terminando em 11º na classificação final.

### Fórmula 3
Ramos se juntou a equipe Trident para os testes de pós-temporada do Campeonato de Fórmula 3 da FIA em preparação para uma temporada completa em 2024, onde fez parceria com Leonardo Fornaroli e Sami Meguetounif. Seus primeiros pontos vieram na corrida principal do Barém com um quinto lugar. Na rodada seguinte em Melbourne, Ramos foi penalizado por retornar à pista de maneira insegura durante o evento principal e terminou as duas corridas em 24º. Em Ímola ocorreu seu desempenho mais notável do ano, com Ramos liderando um 1-2-3 da Trident na qualificação. Ramos manteve a liderança na largada, mas logo foi ultrapassado por Fornaroli e Oliver Goethe, antes de cair para o oitavo lugar na bandeirada devido a dificuldades com o desgaste dos pneus.
Nenhum ponto foi conquistado em Mônaco, seguido de uma oportunidade perdida durante a corrida curta de Barcelona, onde Ramos liderou após a primeira volta antes de ser tirado da disputa pelo companheiro de equipe Meguetounif. Ramos terminou em décimo na corrida principal, mas passou duas rodadas sem pontuar depois disso, voltando apenas ao top dez com o quinto lugar durante a corrida principal em Budapeste. Em Spa-Francorchamps, Ramos terminou em oitavo em ambas as corridas, apesar de sofrer uma penalidade de cinco segundos por exceder os limites da pista no sábado. Ramos concluiu sua temporada terminando em segundo na corrida curta de Monza, conquistando o lugar graças a uma penalidade dada a Sebastián Montoya por empurrar Ramos para fora da pista. Ele terminou em 16º no campeonato, o último dos pilotos da Trident.
Em 26 de janeiro de 2025, em seu 21º aniversário, foi anunciado que Ramos se mudaria para a equipe Van Amersfoort Racing para a disputa da temporada de 2025 da Fórmula 3.